# Магера, Сергей Игоревич
Сергей Игоревич Магера (род. 1972) — украинский оперный певец (бас). Народный артист Украины (2009).

## Биография
Родился 18 мая 1972 года в Золочеве (ныне Львовская область, Украина). Окончил Львовский высший государственный музыкальный институт имени Н. В. Лысенко (1997). Пел на сцене ЛУГАТОБ имени С. А. Крушельницкой. Солист Национальной оперы Украины имени Тараса Шевченко с 1998 года. Обладает мощным басом полного диапазона, красивой тембральной палитрой, совершенным сценическим мастерством.

## Достижения
Вагнеровский стипендиат (1995), лауреат Всеукраинского конкурса имени С. С. Прокофьева (Мариуполь, Украина, 1995 — первая премия), Международного конкурса вокалистов имени К. Монтеверди (Рагуза, Италия, 1996 — Гран-При), Международного конкурса вокалистов им. И. С. Паторжинского (Луганск, Украина, 1997 — первая премия и приз «Золотая надежда»), Международного конкурса вокалистов имени И. А. Алчевского (Харьков, Украина, 1999 — первая премия), Международного конкурса вокалистов им. М. И. Глинки (Казань, Татарстан, 1999 — вторая премия и приз «За самобытность исполнения М. И. Глинки»), конкурс оперных певцов за лучшее исполнение партии Капулетти в опере «Ромео и Джульетта» Ш. Гуно (Будапешт, Венгрия, 2000 — первая премия), Международного конкурса вокалистов им. Марии Каллас (Афины, Греция, 2001 — вторая премия), Международного конкурса вокалистов Монтсеррат Кабалье (Андорра, 2002 — первая премия и приз зрительских симпатий), Международного конкурса вокалистов «Citta di Alcamo» (Алькамо, Италия, 2002 — первая премия), IX Международного конкурса вокалистов (Бильбао, Испания, 2002 — первая премия), Международного конкурса вокалистов имени Марии Края (Тирана, Албания, 2003 — вторая премия), III Международном конкурсе им. С. А. Крушельницкой (Львов, Украина, 2003 — третья премия). С успехом исполняет не только оперные партии, в частности, произведение «Поэма об Украине» на музыку Александра Александрова и слова Владимира Мельникова.
Гастролировал в США, Дании, Италии, Германии, Швейцарии, Польши, Венгрии, Франции, Нидерландах, Бельгии и других странах.

## Оперные партии
- «Моисей» М. М. Скорика — Моисей
- «Ярослав Мудрый» Г. И. Майбороды — Ярослав Мудрый
- «Царская невеста» Н. А. Римского-Корсакова — Собакин
- «Евгений Онегин» П. И. Чайковского — Гремин
- «Мазепа» П. И. Чайковского — Кочубей
- «Борис Годунов» М. П. Мусоргского — Пимен
- «Сорочинская ярмарка» М. П. Мусоргского — Кум
- «Тайный брак» Дж. Чимарози — Джеронгимо
- «Севильский цирюльник» Дж. Россини — Дон Базилио
- «Трубадур» Дж. Верди — Феррандо
- «Набукко» Дж. Верди — Захария
- «Риголетто» Дж. Верди — Монтерроне
- «Аида» Дж. Верди — Рамфис
- «Макбет» Дж. Верди — Банко
- «Турандот» Дж. Пуччини —Тимур
- «Манон Леско» Дж. Пуччини — Геронт
- «Богема» Дж. Пуччини — Коллен
- «Дон Жуан» В. А. Моцарта — Лепорелло
- «Ромео и Джульетта» Ш. Гуно — Капулетти
- «Лючия ди Ламмермур» Г. Доницетти — Раймондо
- «Любовный напиток» Г. Доницетти — Дулькамара
- «Джоконда» А. Понкьелли — Альвизе Бадоеро
- «Норма» В. Беллини — Оровезо
- «Любовь к трём апельсинам» С. С. Прокофьева — король Треф

## Награды и премии
- Народный артист Украины (2009)[2]
- Заслуженный артист Украины (2004)[3]
- Национальная премия Украины имени Тараса Шевченко (2011) — за исполнение партии Оровезо в оперном спектакле «Норма» В. Беллини на сцене Национальной опере Украины имени Т. Г. Шевченко
- Кавалер ордена Звезды Италии (2015, Италия)[4][5]
- Орден «За заслуги» ІІІ степени (2017)[6]